# Conseil d'État du canton de Vaud
Pour les autres articles nationaux ou selon les autres juridictions, voir Conseil d'État.
Le Conseil d'État du canton de Vaud est le gouvernement du canton de Vaud en Suisse. Il est composé de sept conseillers, chacun à la tête d'un département.
Le Conseil d'État est élu au suffrage universel à deux tours pour une période de cinq ans. Depuis 2007, il élit son président pour la durée de la législature. Christelle Luisier (PLR) occupe ce poste pour la législature 2022-2027.

## Histoire

### Petit Conseil, de 1803 à 1814
C'est dans le projet de constitution vaudoise, élaboré en 1801, qu'apparaît pour la première fois le nom de Petit Conseil. Le projet stipule que le Petit Conseil, composé de dix membres, sera nommé par le Grand Conseil du canton de Vaud pour une durée de neuf ans et que ne sont éligibles que les citoyens de plus de 30 ans ayant rempli des fonctions publiques et possédant au moins trois mille francs.
C'est finalement l'Acte de médiation du 30 pluviôse de l'an XI (19 février 1803) qui met en place un Petit Conseil composé de neuf membres, choisis au sein du Grand Conseil dont ils restent membres, élus pour six ans par leurs pairs et rééligibles. N'étaient alors éligibles au Petit Conseil que les propriétaires, usufruitiers ou créanciers hypothécaires de biens immobiliers d'une valeur de neuf mille francs minimum. La présidence du Petit Conseil alternait entre ses membres à un rythme mensuel. Il était composé d'Henri Monod, Jules Muret, Auguste Pidou, François Louis Duvillard, Isaac de Trey, Louis Lambert, Jean François Fayod, Pierre-Elie Bergier et Daniel Emmanuel Couvreu de Deckersberg.

### Conseil d'État, de 1814 à 1885
La Constitution du 4 août 1814 crée le Conseil d'État, composé de treize membres choisis au sein du Grand Conseil dont ils restent membres et élus pour douze ans.
La Constitution du 25 mai 1831 réduit le nombre de membres du Conseil d'État à neuf et la durée de leur mandat à six ans ; les conseillers sont rééligibles.
La Constitution du 10 août 1845 ne change que la durée du mandat qui est réduit à quatre ans.
La Constitution du 15 décembre 1861 réduit le nombre des conseillers d'État à sept et permet de les choisir hors du Grand Conseil. Ceux qui étaient députés devaient être remplacés à ce poste.

### Conseil d'État, de 1885 à 2003
La Constitution du 1er mars 1885 n'apporte pratiquement aucun changement au niveau de la composition ou de l'élection du Conseil d'État. Par contre, la loi du 5 septembre 1917 prescrit l'élection des membres du Conseil d'État par le peuple pour quatre ans. Les conseillers sont rééligibles.

### Depuis 2003
Alors qu'il était nommé jusque-là par ses pairs selon le principe de rotation annuelle, le président du Conseil d'État est nommé depuis 2007 pour l'ensemble d'une législature (cinq ans).

## Composition

### 1998-2002
- Département des finances : Charles Favre (PRD)
- Département des institutions et des relations extérieures : Claude Ruey (PL)
- Département de la formation et de la jeunesse : Francine Jeanprêtre (PS)
- Département de la santé et de l'action sociale (DSAS) : Charles-Louis Rochat (PL)
- Département des infrastructures (DINF) : Philippe Biéler (Les Verts)
- Département de l'économie (DEC) : Jacqueline Maurer-Mayor (PRD)
- Département de la sécurité et de l'environnement (DSE) : Jean-Claude Mermoud (UDC)
- Chancellerie d'État : Vincent Grandjean

### 2002-2007
- Département des finances : Pascal Broulis (PRD)
- Département des institutions et des relations extérieures : Pierre Chiffelle (PS, démission le 3 août 2004 pour raisons de santé) ; Jean-Claude Mermoud (UDC) ; puis Philippe Leuba (PLR).
- Département de la formation et de la jeunesse : Anne-Catherine Lyon (PS)
- Département de la santé et de l'action sociale (DSAS) : Charles-Louis  Rochat (PL), puis Pierre-Yves Maillard (PS).
- Département des infrastructures (DINF) : Philippe Biéler (Les Verts ; démission en cours de législature), François Marthaler
- Département de l'économie (DEC) : Jacqueline Maurer-Mayor (PRD)
- Département de la sécurité et de l'environnement (DSE) : Jean-Claude Mermoud (UDC), puis Charles-Louis Rochat (Parti libéral)
- Chancellerie d'État : Vincent Grandjean

### 2007-2012
- Département des finances et des relations extérieures (DFIRE) : Pascal Broulis (PRD), président du Conseil d'État
- Département de l'intérieur (DINT) : Philippe Leuba (Libéral) puis Béatrice Métraux (Les Verts)
- Département de la formation, de la jeunesse et de la culture (DFJC) : Anne-Catherine Lyon (PS)
- Département de la santé et de l'action sociale (DSAS) : Pierre-Yves Maillard (PS)
- Département des infrastructures (DINF) : François Marthaler (Les Verts)
- Département de l'économie (DEC) : Jean-Claude Mermoud (UDC) puis Philippe Leuba (Libéral)
- Département de la sécurité et de l'environnement (DSE) : Jacqueline de Quattro (PRD)
- Chancellerie d'État : Vincent Grandjean

### 2012-2017
- Département des finances et des relations extérieures (DFIRE) : Pascal Broulis (PLR)
- Département des infrastructures et des ressources humaines (DIRH) : Nuria Gorrite (PS)
- Département de l'économie et du sport (DECS) : Philippe Leuba (PLR)
- Département de la formation, de la jeunesse et de la culture (DFJC) : Anne-Catherine Lyon (PS)
- Département de la santé et de l'action sociale (DSAS) : Pierre-Yves Maillard (PS), président du Conseil d'État
- Département des institutions et de la sécurité (DIS) : Béatrice Métraux (Les Verts) – Département de l'intérieur (DINT) du début de la législature jusqu'au 31 décembre 2013
- Département du territoire et de l'environnement (DTE) : Jacqueline de Quattro (PLR) – Département de la sécurité et de l'environnement (DSE) du début de la législature jusqu'au 31 décembre 2013
- Chancellerie d'État : Vincent Grandjean

### 2017-2022

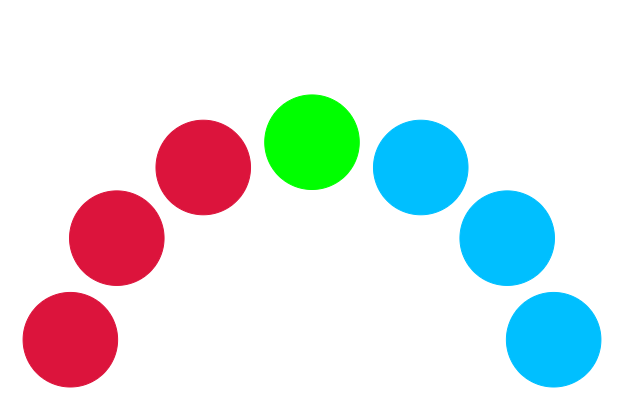

- Département des finances et des relations extérieures (DFIRE) : Pascal Broulis (PLR)
- Département des infrastructures et des ressources humaines (DIRH) : Nuria Gorrite  (PS), présidente du Conseil d'État[14]
- Département de l'économie et du sport (DECS) : Philippe Leuba (PLR)
- Département de la formation, de la jeunesse et de la culture (DFJC) : Cesla Amarelle (PS)
- Département de la santé et de l'action sociale (DSAS) : Pierre-Yves Maillard (PS ; démission en cours de législature) puis Rebecca Ruiz (PS)[15]
- Département des institutions et de la sécurité (DIS) : Béatrice Métraux (Les Verts) ; dès le 18 mars 2020, Département de l'environnement et de la sécurité (DES)[16]
- Département du territoire et de l'environnement (DTE) : Jacqueline de Quattro (PLR ; démission en cours de législature) ; dès le 18 mars 2020, Département des institutions et du territoire (DIT)[16] : Christelle Luisier (PLR)
- Chancellerie d'État : Vincent Grandjean

### 2022-2027
Prise de fonctions : 1er juillet 2022
- Département de l'enseignement et de la formation professionnelle (DEF) : Frédéric Borloz (PLR)
- Département des finances et de l'agriculture (DFA) : Valérie Dittli (Le Centre) ; dès le 1er juin 2025, Département de l’agriculture, de la durabilité et du climat et du numérique (DADN)[18]
- Département de la culture, des infrastructures et des ressources humaines (DCIRH) : Nuria Gorrite (PS) ; dès le 1er juin 2025, Département des institutions, de la culture, des infrastructures et des ressources humaines (DICIRH)[18]
- Département des institutions, du territoire et du sport (DITS) : Christelle Luisier (PLR) ; dès le 1er juin 2025, Département des finances, du territoire et du sport (DFTS)[18]
- Département de l'économie, de l'innovation, de l'emploi et du patrimoine (DEIEP) : Isabelle Moret (PLR)
- Département de la santé et de l'action sociale (DSAS) : Rebecca Ruiz (PS)
- Département de la jeunesse, de l'environnement et de la sécurité (DJES) : Vassilis Venizelos (Les Verts)
- Chancellerie d'État : Aurélien Buffat